# Jinetes del Apocalipsis

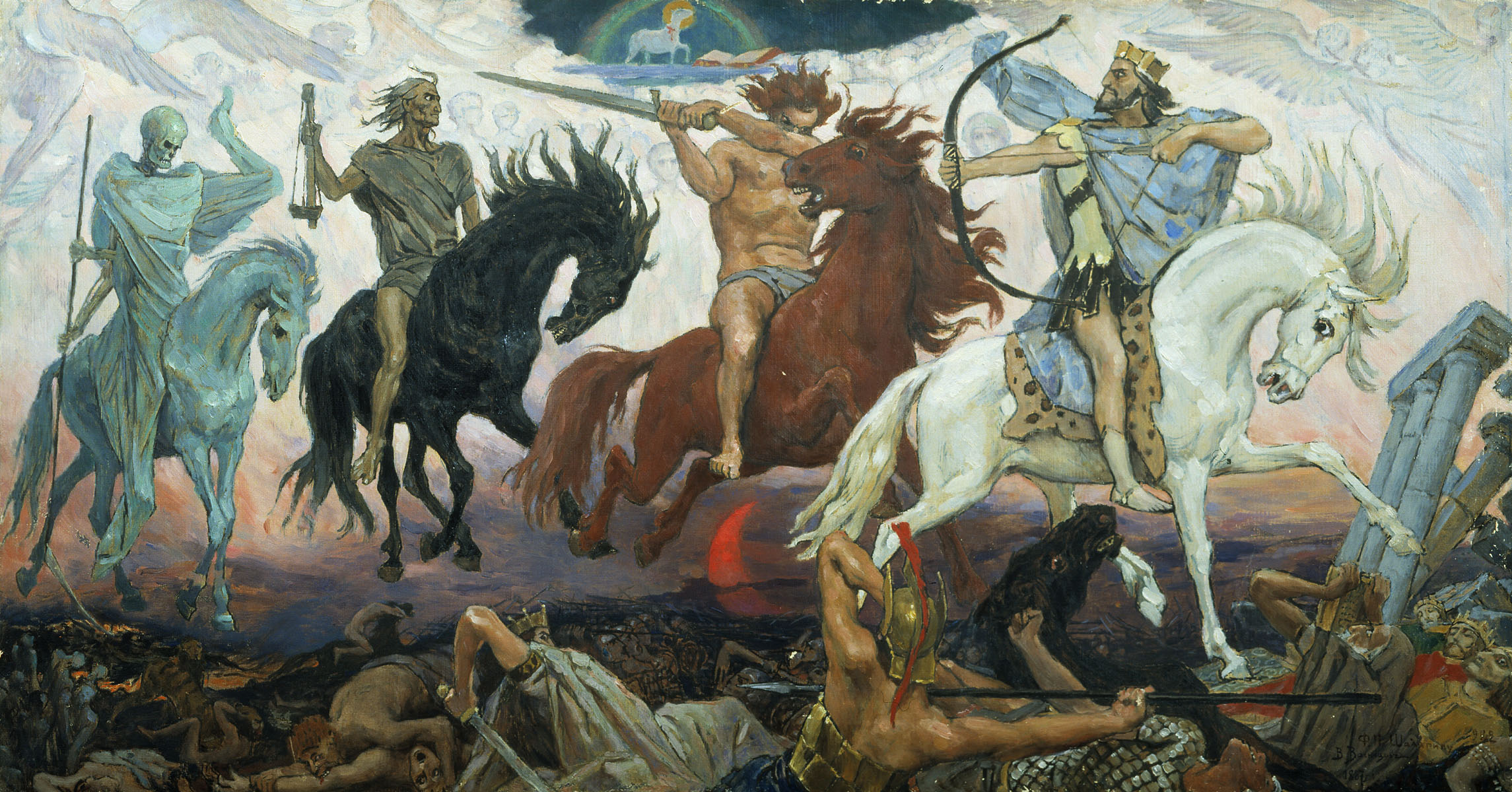
Cuatro Jinetes del Apocalipsis, por Viktor Vasnetsov (1887).

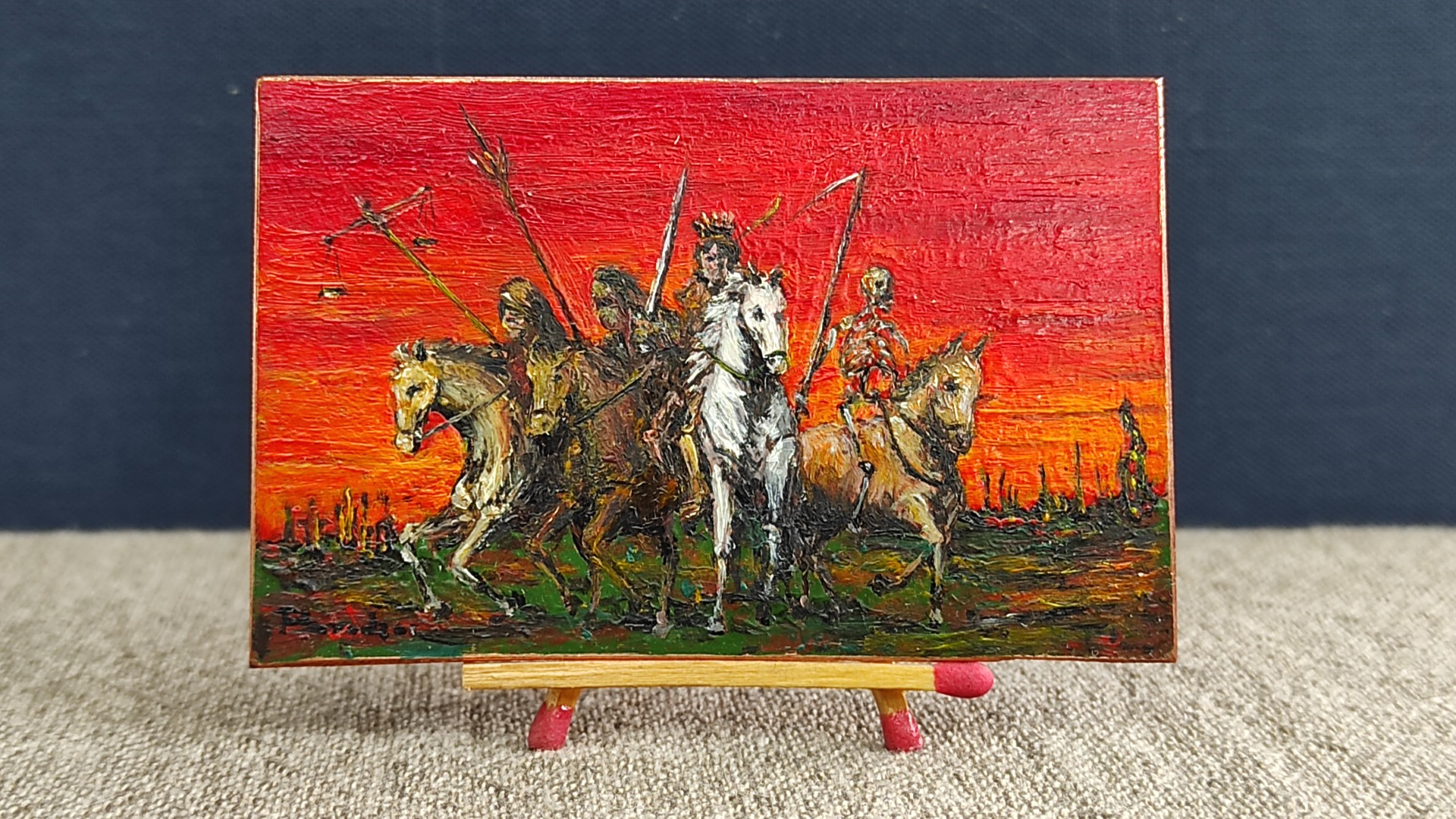
Cuatro Jinetes del Apocalipsis, representan y son alegorías de el "hambre", la "guerra", la "pestilencia" y la "muerte", por Paweł Brodzisz (2025). Pintura alquídica y pintura al óleo sobre plancha de cobre como soporte para una pintura; actualmente en exhibición en el Muzeum Miniaturowej Sztuki Profesjonalnej Henryk Jan Dominiak en Tychy; 50 × 77 mm.

Los jinetes del Apocalipsis son los cuatro caballeros descritos en la primera parte del capítulo sexto del Apocalipsis. Son figuras del Libro del Apocalipsis del Nuevo Testamento de la Biblia, escrita por San Juan Evangelista. "Apocalipsis" es la palabra griega que significa "Revelación". De allí, su nombre.
El capítulo habla de un pergamino en la mano derecha de Dios, que está sellado con siete sellos. En esa escena, Jesús abre los primeros cuatro sellos de los siete, liberando a estos jinetes que montan en cuatro caballos: blanco, bermejo, negro y amarillo. Según la exégesis, representan y son alegorías de la conquista o la gloria (Zelo), la guerra (Ares), el hambre (Limos) y la muerte (Moros/Tánatos), respectivamente, aunque sólo a este último se le nombra así.
En la revelación de Juan de Patmos, el primer jinete monta un caballo blanco, lleva un arco y recibe una corona como figura de conquista, tal vez invocando pestilencia, o al Anticristo. El segundo lleva una espada y monta un caballo rojo como creador de la guerra, el conflicto y la lucha. El tercero, un comerciante de alimentos, monta un caballo negro en símbolo de hambruna y lleva la balanza. El cuarto y último caballo es pálido, lo monta Muerte, junto a Hades."Se les dió autoridad sobre la cuarta parte de la Tierra, para matar con espada, hambre y peste, y por medio de las bestias de la Tierra."
En el cristianismo se interpreta a los «Cuatro Jinetes» como una visión de los heraldos del Juicio Final, estableciendo un fin de los tiempos divino sobre el mundo.
Aunque los jinetes aparecen poco en el libro, su importancia radica en la cantidad de obras de arte que inspiran y generalmente en su influencia sobre la cultura occidental.

## Caballo blanco

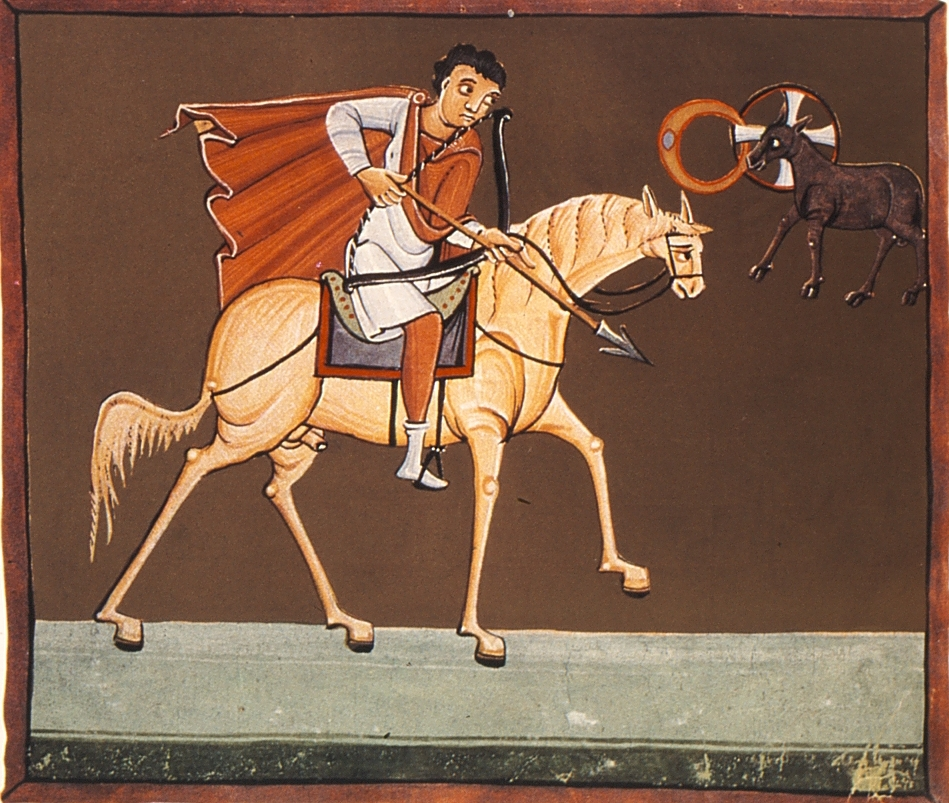
El primer Jinete, en el Caballo Blanco, tal y como se representa en el Apocalipsis de Bamberg (1000-1020). La primera "criatura viviente" (con halo) se ve en la parte superior derecha.

Cabalgado por el Jinete de la Conquista o Gloria (siendo Zelo su equivalente en la mitología griega, de acuerdo a la interpretatio graeca).

Cuando abrió el primer sello, oí al primer ser viviente, que decía: «Ven». 
Miré y vi un caballo blanco, y el que montaba sobre él tenía un arco, y le fue dada una corona, y salió vencedor, y para vencer.
Ap. 6,2

San Ireneo y San Juan Crisóstomo sostienen que el arquero montado sobre el caballo blanco es la triunfante propagación del Evangelio; una expansión que triunfa gracias al apoyo político. El padre Castellani lo deja claro al interpretar que en la Monarquía Cristiana, la Christianitas (Cristianidad), es el orden romano convertido a la ortodoxia cristiana. 
Algunos autores, como William Hendriksen, afirman que el jinete del caballo blanco es Jesús de Nazaret, por lo que se debe entender que el Anticristo no aparece hasta la apertura del sexto sello.
Portar un arco, un arma para alcanzar grandes distancias, es representación de lo que hicieron los reinos cristianos, apoyando y llevando la evangelización a pueblos lejanos. Como ejemplo de lo predicho aconteció el bautismo de los pueblos germanos y eslavos o la evangelización de América. Salió «a vencer», esas victorias, son las victorias de Constantino, de Teodosio, de Carlos Martel. Aquellos que afianzaron y construyeron sobre el antiguo orden romano, la Romanitas (Romanidad), el orden cristiano que perduró desde Constantino hasta el emperador Carlos V. El milenio que después es narrado en la parte final del Apocalipsis.
Los detalles mencionados acerca del color del caballo y el tipo de arma que el jinete porta, revela el testimonio de la Iglesia en el primer periodo del cristianismo (del año 31 - 100 d. C. específicamente) lo cual se caracterizó por su pureza de doctrina y el poder ofensivo del evangelio.

### Como Cristo, el Evangelio o el Espíritu Santo
Para la amplia interpretación histórica de Cristo como el jinete del caballo blanco, se debe entender que el Anticristo no aparece hasta la apertura del sexto sello. Los acontecimientos en la historia del mundo desde la fundación del cristianismo fueron interpretados como "caballos" hasta el evento del sexto sello. Por lo tanto, esta interpretación puede ser vista como parcialmente preterista, o un caso de doble cumplimiento.

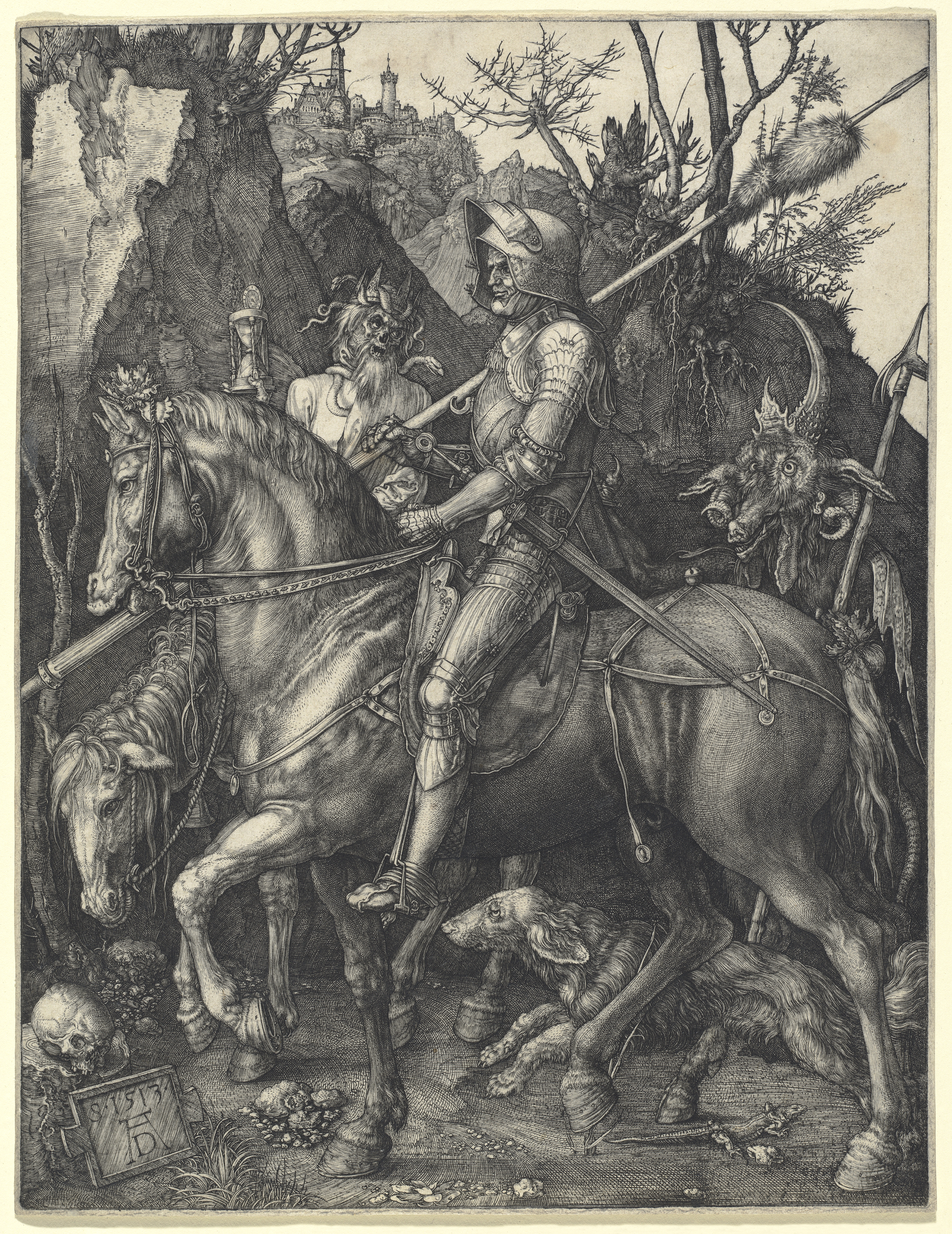
Alberto Durero, El caballero, la muerte y el diablo, 1513

En el Nuevo Testamento, el Libro de Marcos indica que el avance del evangelio puede preceder y predecir el apocalipsis. El color blanco también tiende a representar la justicia en la Biblia, y Cristo es retratado como un conquistador en otros casos.
Además de Cristo, el Jinete podría representar al Espíritu Santo. Se entiende que el Espíritu Santo vino sobre los Apóstoles en Pentecostés después de que Jesús partiera de la Tierra. La aparición del León en Apocalipsis 5 muestra la llegada triunfal de Jesús al Cielo, y el primer Jinete puede representar el envío del Espíritu Santo por Jesús y el avance del evangelio de Jesucristo.

### Como el Anticristo
En 1866, C. F. Zimpel defendió la hipótesis de que el primer jinete era el Anticristo y más concretamente, según él, Napoleón Bonaparte. La interpretación del Anticristo encontró más tarde defensores en Estados Unidos, como R. F. Franklin en 1898 y W. C. Stevens en 1928. Sigue siendo popular en los círculos evangélicos de hoy, por ejemplo con el pastor Billy Graham, para quien el jinete representaba al Anticristo o a los falsos profetas en general.

### Como la prosperidad del Imperio Romano

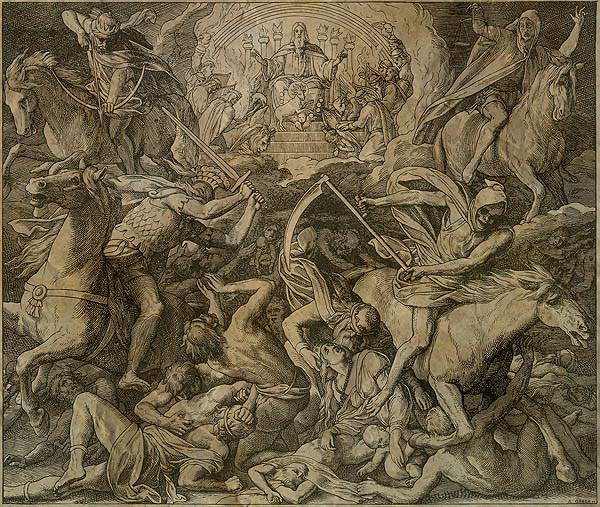
Cuatro jinetes, por Julius Schnorr von Carolsfeld, 1860

En la interpretación de Edward Bishop Elliott, los Cuatro Jinetes representan una profecía de la historia posterior del Imperio Romano; el color blanco del caballo significa triunfo, prosperidad y salud en el cuerpo político romano. Durante los siguientes 80 o 90 años, que siguieron al destierro del profeta Juan a la isla de Patmos y que abarcaron los sucesivos reinados de los emperadores Nerva, Trajano, Adriano y los dos Antoninos (Antonino Pío y Marco Aurelio), se desarrolló una edad de oro de prosperidad, unión, libertad civil y buen gobierno sin mancha de sangre civil. Los agentes de esta prosperidad, personificados por el jinete del caballo blanco, son estos cinco emperadores con coronas, que reinaron con autoridad y poder absolutos bajo la guía de la virtud y la sabiduría, siendo los ejércitos refrenados por sus manos firmes y amables.
Esta interpretación señala que el arco era preeminentemente un arma de los habitantes de la isla de Creta y no del Imperio romano en general. Los cretenses eran famosos por su habilidad con el arco. El significado de que el jinete del caballo blanco sostenga un arco indica el lugar de origen de la línea de emperadores que gobernó durante esta época. Este grupo de emperadores puede ser clasificado bajo una misma cabeza y familia cuyos orígenes eran de Creta.
Según esta interpretación, este periodo de la historia romana, tanto en su comienzo como en su final, ilustró la gloria del imperio allí donde se extendieron sus límites, aunque no sin guerras ocasionales, que siempre fueron uniformemente triunfantes en las fronteras. Los triunfos del emperador Trajano, un Alejandro romano, añadieron al imperio Dacia, Armenia, Mesopotamia y otras provincias durante los primeros 20 años del período, lo que profundizó la impresión en las mentes de los bárbaros de la invencibilidad del Imperio romano. La guerra romana avanzó triunfalmente hacia el territorio del invasor, y el derrocamiento total de aquellos pueblos puso fin con éxito a la guerra parta. La conquista romana se demuestra incluso en la más poderosa de estas guerras: las Guerras marcomanas, una sucesión de victorias bajo el segundo Antonino, desencadenadas sobre los bárbaros germanos, que fueron conducidos a sus bosques y reducidos a la sumisión romana.

### Como guerra
En algunos comentarios, el Jinete blanco simboliza la guerra, que puede ejercerse decentemente por motivos morales, de ahí el color blanco. El Jinete rojo (véase más abajo) simboliza específicamente la guerra civil.

### Como enfermedad infecciosa
Según otra interpretación, el primer Jinete recibe el nombre de Pestilencia y se asocia con las enfermedades infecciosas y la peste. Aparece al menos desde 1906 en la Enciclopedia Judía. Esta particular interpretación es común en las referencias de la cultura popular a los Cuatro Jinetes. 
El origen de esta interpretación no está claro. Algunas traducciones de la Biblia mencionan "Peste" (por ejemplo, la Nueva Versión Internacional) o "pestilencia" (por ejemplo, la Revised Standard Version) en relación con los jinetes en el pasaje que sigue a la introducción del cuarto jinete; cf. "Se les dio poder sobre la cuarta parte de la Tierra para matar con espada, hambre, peste y por las bestias salvajes de la Tierra." en la NASB.  Sin embargo, el griego original no utiliza la palabra para "plaga" o "pestilencia" aquí, simplemente "muerte" (θάνατος).  El uso de "pestilencia" fue probablemente extraído de otras partes del Apocalipsis e incluido aquí como otra forma de muerte. Además, si este pasaje se refiere al cuarto jinete solamente o a los cuatro jinetes en conjunto es una cuestión de debate.

## Caballo rojo

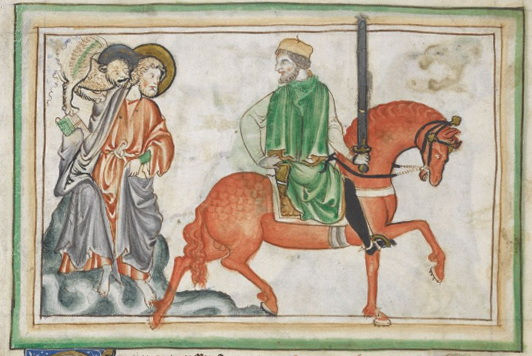
El segundo Jinete, la Guerra del Caballo Rojo, representado en un manuscrito del Apocalipsis del siglo XIII.

El corcel rojo o alazán es montado por el Jinete de la Guerra, Ares sería su equivalente en la mitología griega.

Cuando abrió el segundo sello, oí al segundo ser viviente que decía: «Ven». Entonces salió otro caballo, rojo; al que lo montaba se le concedió quitar de la tierra la paz para que se degollaran unos a otros; se le dio una espada grande.
Ap. 6,3-4

El padre Castellani consigna que desposeída la monarquía cristiana de su existencia vendrá «guerra o rumores de guerra» como dice Jesucristo. Y añade más diciendo que esto «es el comienzo de los dolores» pero «aún no es el fin». Benedicto XV en 1917 declaró: «Jamás hasta ahora se había visto en el mundo la guerra como institución permanente de toda la humanidad». Y ya Castellani advierte que viendo dos guerras mundiales parece como si el mundo se preparase para una tercera.
El jinete del segundo caballo suele representar la Guerra y a menudo se le representa sosteniendo una espada hacia arriba como si estuviera listo para la batalla o matanza masiva. El color de su caballo es el rojo (πυρρός, pyrrhos de πῦρ, fuego), y en algunas traducciones, el color es específicamente un rojo "ardiente". El color rojo, así como la posesión del jinete de una gran espada (μάχαιρα, májaira), sugiere sangre que va a ser derramada. Como se ve en la heráldica, la espada sostenida hacia arriba por el segundo Jinete puede representar la guerra o una declaración de guerra. En el simbolismo militar, las espadas en alto, especialmente las espadas cruzadas en alto, significan guerra y entrada en batalla (véanse, por ejemplo, las imágenes históricas y modernas y el escudo de Juana de Arco).
El segundo Jinete representa la guerra civil en contraposición a la guerra de conquista que se dice que trae el primer Jinete. Otros comentaristas han sugerido que también podría representar la persecución de los cristianos.
Según la interpretatio graeca, es Ares, dios de la guerra.

### Como división del imperio

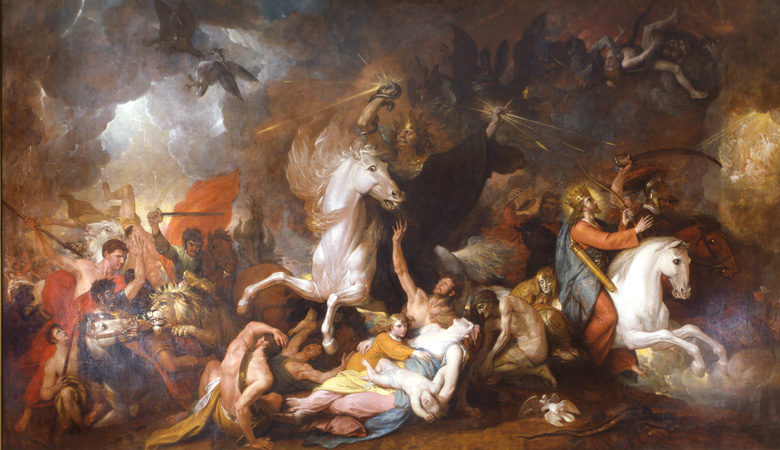
Muerte en el caballo pálido, Benjamin West, 1817

Según la interpretación de Edward Bishop Elliott de los Cuatro Jinetes como profecía simbólica de la historia del Imperio Romano, el segundo sello se abre y la nación romana que experimentó alegría, prosperidad y triunfo es sometida al caballo rojo que representa la guerra y el derramamiento de sangre, la guerra civil. La paz abandonó la tierra romana, dando lugar a la matanza de unos a otros como la insurrección se deslizó en y penetró en el Imperio, comenzando poco después en el reinado del emperador Cómodo.

## Caballo negro

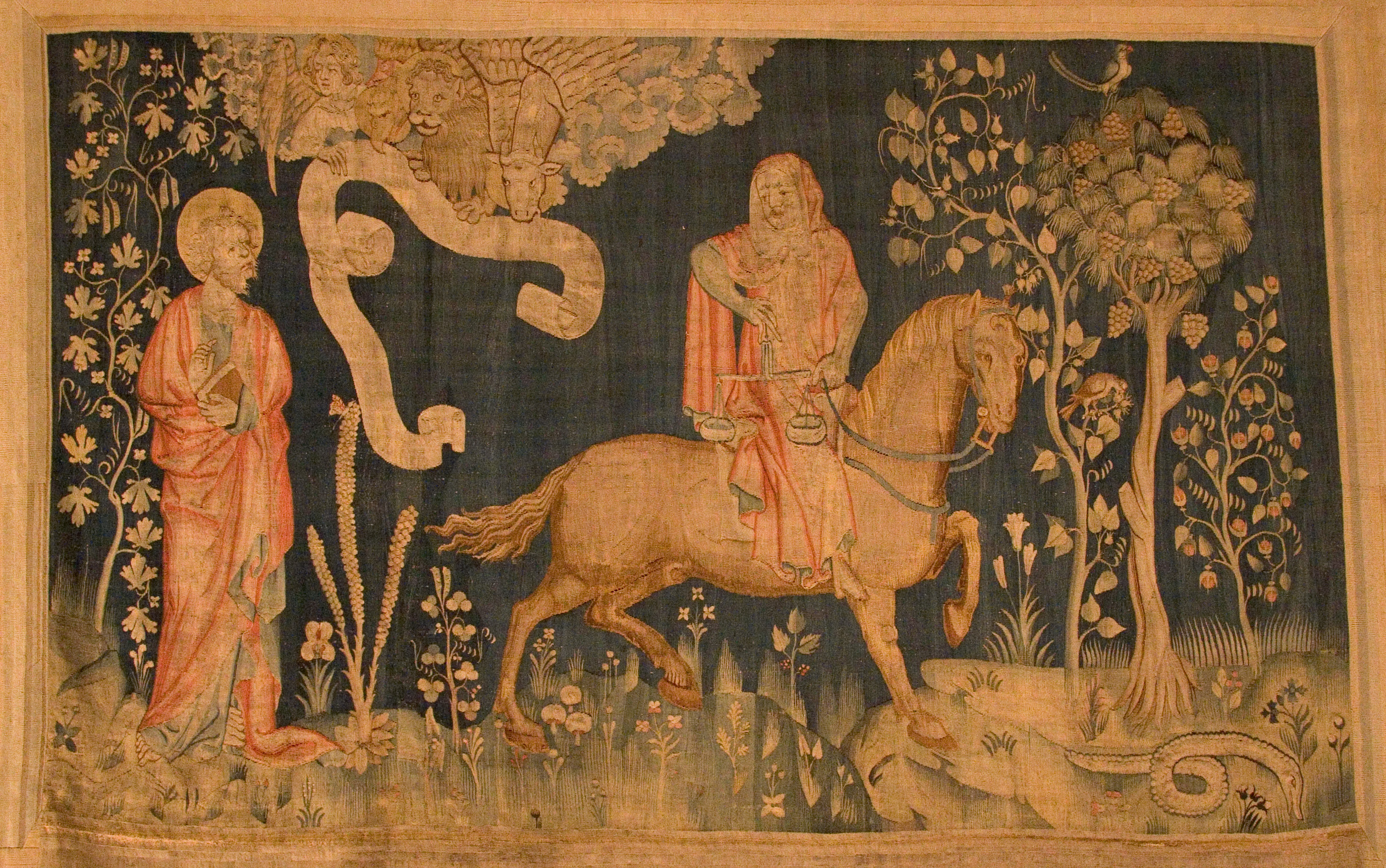
El tercer Jinete, el Hambre sobre el Caballo Negro, tal y como aparece representado en el Tapiz del Apocalipsis de Angers (1372-1382)

Cabalgado por el Jinete del Hambre (Limos sería su equivalente en la mitología griega).

Cuando abrió el tercer sello, oí al tercer ser viviente, que decía: «Ven». Miré, y vi un caballo negro. El que lo montaba tenía una balanza en la mano.
Ap. 6,5

Y oí una voz de en medio de los cuatro seres vivientes, que decía: «Dos libras de trigo por un denario y seis libras de cebada por un denario, pero no dañes el aceite ni el vino».
Ap. 6,6

El tercer jinete monta un caballo negro y se entiende generalmente como la hambruna.  El jinete lleva un par de balanzas o básculas de pesaje, lo que indica la forma en que el pan se pesa durante una hambruna.
De los cuatro hombres a caballo, el caballo negro y su jinete son los únicos cuya aparición se acompaña de una pronunciación vocal. Juan oye una voz, no identificada, pero procedente de los cuatro seres vivientes, que habla de los precios del trigo y la cebada, también se dice «pero no dañes el aceite ni el vino.» Esto sugiere que el hambre del caballo negro es el de aumentar el precio del grano, pero sin afectar a los suministros de aceite y vino. Una explicación de esto es que los cultivos de cereales hubieran sido más susceptibles en años de hambruna que los cultivos de olivos y viñedos; la declaración también podría sugerir una continua abundancia de lujos para los ricos, mientras que alimentos básicos como el pan son escasos, aunque no totalmente agotados. Por otra parte, la preservación del aceite y el vino podría simbolizar la preservación de los fieles cristianos, que utilizan aceite y vino en sus sacramentos.
El tercer Jinete monta un caballo negro y popularmente se entiende que es Hambre, ya que el Jinete lleva un par de balanzas o báscula (griego ζυγὸν, zygon), indicando la forma en que se habría pesado el pan durante una hambruna.El jinete es típicamente representado como un hombre demacrado. Otros autores interpretan al tercer Jinete como el "Señor como Legislador", sosteniendo la Balanza de la Justicia. En el pasaje, se lee que el precio indicado del grano es unas diez veces el normal (de ahí la popularidad de la interpretación de la hambruna), con el salario de todo un día (un denario) comprando suficiente trigo para una sola persona (una choenix, aproximadamente 1. 1 litros), o suficiente cebada, menos nutritiva, para tres, por lo que los trabajadores tendrían dificultades para alimentar a sus familias.  En los Evangelioss, el denario se menciona repetidamente como unidad monetaria; por ejemplo, el denario era la paga de un soldado por un día, y el jornal de un temporero en la vendimia también se valora en un denario (KJV). Por lo tanto, probablemente sea un hecho que con la proximidad del Apocalipsis, los alimentos más necesarios subirán mucho de precio y los salarios ganados por día sólo alcanzarán para la subsistencia mínima del mismo día y nada más.
La declaración también podría sugerir una continua abundancia de lujos para los ricos, mientras que los alimentos básicos, como el pan, son escasos, aunque no completamente agotados; tal escasez selectiva puede ser el resultado de la injusticia y la producción deliberada de cultivos de lujo para los ricos sobre el grano, como habría sucedido durante la época en que se escribió el Libro del Apocalipsis. Alternativamente, la preservación del aceite y el vino podría simbolizar la preservación de los fieles cristianos, que utilizan aceite y vino en sus sacramentos. 
Según la interpretatio graeca, es Limos, dios del hambre.

## Caballo amarillo bayo
San Jerónimo en la Vulgata traduce como pallidus pálido, como traducen Petisco - Torres Amat añadiendo éstos el epíteto de macilento. Montado por el Jinete de la Muerte (Moros-Tánatos sería su equivalente en la mitología griega).

Cuando abrió el cuarto sello, oí la voz del cuarto ser viviente que decía: «Ven».
Miré, y vi un caballo bayo. El que lo montaba tenía por nombre Muerte, y el Hades lo seguía: y les fue dada potestad sobre la cuarta parte de la tierra, para matar con espada, con hambre, con mortandad y con las fieras de la tierra.
Ap. 6,7-8

El cuarto y último jinete se llama muerte. De todos los jinetes, es el único a quien el propio texto explícitamente da un nombre. Todavía otros se aplican los nombres de «pestilencia» o «peste» a este caballero, sobre la base de traducciones alternativas de la Biblia (como la Biblia de Jerusalén). A diferencia de los otros tres, no se describe con un arma u objeto, en lugar de eso se sigue por Hades. Sin embargo, las ilustraciones de este muestran principalmente que lleva una guadaña.
El color del caballo de la Muerte se escribe como khlômos (χλωμóς) en la koiné original griego, que a menudo se traduce como «pálido», aunque «ceniciento», «verde claro», y «verde amarillento» son otras posibles interpretaciones; por esto es que hay interpretaciones en las que el color puede ser gris, verde, amarillo, pero siempre un color indicando la palidez enfermiza de un cadáver. 
El comienzo del verso «se les dio poder sobre la cuarta parte de la tierra» puede referirse únicamente a la Muerte y el Hades, o puede resumir el papel de los cuatro jinetes. Los estudiosos no están de acuerdo en este punto.[cita requerida]

## En la cultura popular
- En Los Simpson, en la parte final del episodio "Simpsons Bible Stories" aparecen los cuatro jinetes del apocalipsis cabalgando en el cielo mientras ríen.[53]
- El manga y anime de Chainsaw Man, hay un grupo poderoso e influyente de demonios conocidos como los cuatro jinetes.[54][55]
- El manga y anime secuela de Nanatsu no Taizai, Mokushiroku no Yonkishi, tiene como protagonistas a cuatro personajes pertenecientes al grupo homónimo que se profetiza destruirán el reino del Rey Arthur.
- En el manga Mashle, la mayoría de hijos de Innocent Zero tienen nombres alusivos a los cuatro jinetes.
- En la serie de Amazon Prime, Good Omens, hay un grupo conocido como los Cuatro Jinetes del Apocalipsis.[56][57]
- En la franquicia X-Men de Marvel, existe un grupo antagónico de mutantes conocidos como los Cuatro Jinetes al servicio del villano Apocalipsis.[58]